# Polypedilum incoloripenne
Polypedilum incoloripenne är en tvåvingeart som beskrevs av Maurice Emile Marie Goetghebuer 1936. Polypedilum incoloripenne ingår i släktet Polypedilum och familjen fjädermyggor.
Artens utbredningsområde är Senegal. Inga underarter finns listade i Catalogue of Life.